# Paraleptophlebia cincta
Paraleptophlebia cincta är en dagsländeart som först beskrevs av Anders Jahan Retzius 1783.  Paraleptophlebia cincta ingår i släktet Paraleptophlebia, och familjen starrdagsländor. Arten är reproducerande i Sverige.